# Moewe
Le voilier allemand Moewe est un ketch de type Ewer (de) Il appartient au Museumshafen Oevelgönne (port-musée d'Oevelgönne) comme voilier traditionnel.

## Histoire
Le Moewe a été construit par le chantier naval de Johann Heinrich Fack (de) à Itzehoe en 1907. Ce type de navire est à fond plat. Il a été exploité par Marin N. Fischer de Wilster comme cargo côtier et fluvial transportant essentiellement du charbon à Hambourg et du ciment de Lägerdorf. Pour franchir les écluses et les ponts du canal de Lägerdorf sa largeur a été faite à 4,11 mètres pour ne pas dépasser la largeur de 4,20 m des écluses.
À sa vente, il a été modifié pour la navigation intérieure et son mât d'artimon a été enlevé, sa longueur augmentée et il a été équipé d'un moteur. En 1960, sa dérive a été enlevée et le navire a été utilisé comme résidence.
En 1977, il a été acheté par le sculpteur Bernd Alm qui l'a restauré pour lui redonner son aspect d'origine. Son mât d'artimon a été rétabli. En 1977 il a été cédé au port du Musée d'Oevelgönne et pris en charge par le Förderkreis Möwe